# Karl Edmund Joseph Oppenhoff
Karl Edmund Joseph Oppenhoff (* 26. September 1807 in Bonn; † 4. Oktober 1854 in Trier) war von 1840 bis 1850 erster hauptamtlicher Oberbürgermeister der Stadt Bonn.

## Leben
Karl Edmund Joseph Oppenhoff war der Sohn des Bonner Universitätssekretärs und Hofrates Caspar Antoine Oppenhoff (* 1771), dessen Bemühungen Bonn den Erhalt der Kreuzbergkirche zu verdanken hat und der 1817 zum Oberbürgermeister gewählt, aber von der preußischen Regierung übergangen worden war. Die Brüder Friedrich Oppenhoff und Theodor Oppenhoff, Söhne seines Onkels Karl Joseph Oppenhoff (1779–1843) waren seine unmittelbaren Vettern.
Karl Edmund hatte ebenfalls die Verwaltungslaufbahn eingeschlagen und war als Regierungsrat in Trier tätig, als ihn eine Kabinettsorder 1840 zum Oberbürgermeister von Bonn bestellte. Edmund Oppenhoff, der für seine neue Tätigkeit vom Staatsdienst beurlaubt wurde, war der erste hauptamtliche Bonner Oberbürgermeister, d. h., er erhielt keine Aufwandsentschädigung, sondern ein Gehalt.
Unter dem energischer gegen den Landrat auftretenden Oppenhoff begann die Entwicklung der Stadt Bonn zur kreisfreien Stadt. In seine Amtszeit fallen  die Eröffnung der Bonn-Cölner Eisenbahn (1844), das erste Beethovenfest (1845), die Gründung der Landwirtschaftlichen Lehranstalt für Rheinpreußen (1846) und schließlich die Revolutionsjahre 1848/49. Er selbst galt als gemäßigter Demokrat.
Nach der 1850 eingeführten neue Gemeindeordnung durfte der Stadtrat erstmals in freier Wahl den Oberbürgermeister bestimmen und wählte einstimmig Oppenhoff. Gleichzeitig entschieden sich die Stadträte jedoch gegen die bisherige Bürgermeisterverfassung, bei der der Bürgermeister alle Kompetenzen in seinem Amt vereinigte, und für die Einführung der Magistratsverfassung, gemäß der er sich im Kollegium des Magistrats mit den Beigeordneten abstimmen musste. Aufgrund dieser Machtbeschneidung lehnte Oppenhoff die Wahl ab und ging als Regierungsrat nach Trier zurück. Dort verstarb er wenige Jahre später.
Seit 1896 trägt ihm zu Ehren eine Straße zwischen der Heerstraße und der Adolfstraße in der Bonner Nordstadt den Namen „Oppenhoffstraße“.